# NS-Baureihe Mat ’24
Die NS-Baureihe Mat ’24 oder Materieel ’24 war eine Serie von Elektrotriebzügen, die von der Niederländischen Eisenbahn (NS) ab 1924 in großer Zahl eingesetzt wurde. Im Volksmund erhielten sie wegen des eckigen Äußeren den Spitznamen „Blokkendozen“ (Kastendose). Ein weiterer Spitzname war „buffermaterieel“, weil sie im Unterschied zu anderen, mehr windschlüpfig aussehenden elektrischen Triebzügen mit üblicher Schraubenkupplung versehen waren. Die lauten Geräusche der Motoren und Antriebe erinnerten manche Fahrgäste an Staubsauger, so dass auch dieser Name verwendet wurde.

## Einsatz
Wegen der Verbindung über Schraubenkupplung mit zwei Puffern konnten die Einheiten sehr flexibel kombiniert werden. Meist bestand ein Zug aus zwei Triebwagen und zwei oder drei antriebslosen Mittelwagen. Es gab folgende Einheiten:
| Bezeichnung | Anzahl | Seriennummer | Ausführung                                                                         |
| ----------- | ------ | ------------ | ---------------------------------------------------------------------------------- |
| mBD         | 30     | 9001–9030    | Triebwagen mit Gepäckraum und 2. Klasse (40 Sitzplätze)                            |
| mCd         | 47     | 9401–9447    | Triebwagen mit 3. Klasse (88 Sitzplätze) mit Führerstand und einseitigem Durchgang |
| mC          | 38     | 9001–9038    | Triebwagen mit 3. Klasse (88 Sitzplätze) mit Führerstand ohne Durchgang            |
| mABD        | 4      | 9001–9004    | Triebwagen mit 1. und 2. Klasse und Gepäckraum                                     |
| mBD         | 11     | 9151–9161    | Triebwagen mit Gepäckraum und 2. Klasse (32 Sitzplätze)                            |
| Aec         | 27     | 8501–8527    | Mittelwagen mit 1. Klasse (42 Sitzplätze)                                          |
| Bec         | 33     | 8501–8533    | Mittelwagen mit 2. Klasse (64 Sitzplätze)                                          |
| Cec         | 55     | 8501–8555    | Mittelwagen mit 3. Klasse (88 Sitzplätze)                                          |
| ABecm       | 11     | 8501–8511    | Mittelwagen mit 1. und 2. Klasse und Mitteleinstieg (je 24 Sitzplätze)             |
| Ces         | 3      | 8101–8103    | Steuerwagen mit 3. Klasse (88 Sitzplätze) mit Durchgangsmöglichkeit                |

Die Fahrzeuge waren zunächst weiß-grün lackiert. In den 1930er Jahren wurde ein vollständig grüner Anstrich gewählt, da er weniger schmutzanfällig war. In den 1950er Jahren erhielten sie eine blaue Lackierung.

## Ausmusterung und Verbleib
Ab Mitte der 1950er Jahre wurden die Mat ’24 zunehmend durch die neue Baureihe Mat ’54 ersetzt. Bei einigen Triebwagen wurden die Stromabnehmer und Motoren demontiert, sie wurden als einfache Beiwagen weiterverwendet. Da die Mat ’24 sehr robust waren, wurden einige Einheiten später auch als Postwagen oder für Dienstzwecke eingesetzt. Mehrere Wagen blieben museal erhalten.  Bei entsprechenden Anlässen gibt es Sonderfahrten, beispielsweise 2013 beim Jubiläum der Strecke Hanzelijn von Zwolle nach Lelystad.